# Henri Cliquet-Pleyel
Henri Cliquet-Pleyel fue un compositor francés nacido el 12 de marzo de 1894 en París, y murió también en París el 9 de mayo de 1963. 
Hizo sus estudios musicales en el Conservatorio de París y tuvo como profesores a André Gedalge y a Eugène Cools en contrapunto y fuga. Aprendió composición con Charles Koechlin.
Debutó como maestro de canto en los casinos de Cannes, Deauville y Aix-les-Bains. En 1923, con tres jóvenes músicos, Henri Sauguet, Roger Désormière y Maxime Jacob, fundó la École d'Arcueil, nombre del pueblo donde vivía Erik Satie. Los músicos de este grupo se caracterizaban por un mismo deseo de claridad y simplicidad, y por el deseo de mantener la música francesa en la tradición. El humor se consideraba, también, una cualidad francesa, y el nombre de Satie les pareció bastante bien para resumir sus deseos. El grupo no sobrevivirá a la muerte de Satie en 1925.

## Catálogo de obras
| Año  | Obra                                                        | Tipo de obra       |
| ---- | ----------------------------------------------------------- | ------------------ |
| 1921 | Trois pièces à la manière d'Erik Satie                      | Música para piano  |
| 1922 | Suite, para piano.                                          | Música para piano  |
| 1935 | Sept études, para piano.                                    | Música para piano  |
| 1937 | Soirées enfantines pour piano à quatre mains.               | Música para piano  |
| 1938 | La Belle Encheteresse, opérette.                            | Música de ópera    |
| 1938 | Transbaïkal pour piano et orchestre (1938).                 | Música orquestal   |
| 1938 | Sardane.                                                    | -                  |
| 1938 | Espagne pour chœur et orchestre.                            | Música coral       |
| 1940 | Sonate, para piano.                                         | Música para piano  |
| 1940 | Concerto pour piano et orchestre.                           | Música orquestal   |
| 1940 | Phèdre pour chœur et orchestre.                             | Música coral       |
| 1945 | Le Cantique des Colonnes pour chœur de femmes et orchestre. | Música coral       |
| 1962 | Coléoptères pour voix et petit orchestre.                   | Música vocal       |
| 1962 | Scènes de ballet.                                           | -                  |
| 1962 | Trio pour piano, clarinette et harpe.                       | Música de cámara   |
| s.d. | Concerto pour piano (main droite) et orchestre.             | Música orquestal   |
| s.d. | Deux quatuors à cordes                                      | Música de cámara   |
| s.d. | Trois sonates pour violon et piano                          | Música de cámara   |
| s.d. | Trio pour piano et cordes                                   | Música de cámara   |
| s.d. | Sept préludes, para piano.                                  | Música para piano  |
| s.d. | Musiques de film.                                           | Música de película |

- Datos: Q3130847